# Quinton Jackson
Quinton Ramone Jackson (Memphis, 20 juni 1978) is een Amerikaans MMA-vechter en acteur. Als vechter kwam hij onder meer uit voor Pride, Bellator en UFC. Jackson was van 26 mei 2007 tot 5 juli 2008 UFC-kampioen in het lichtzwaargewicht (tot 93 kilo) en won het lichtzwaargewichttoernooi in het tiende seizoen van Bellator. Ook is hij actief als acteur. In zijn grootste acteerrol tot dusver speelde hij mee in de film The A-Team uit 2010, waarin hij de rol van B.A. Baracus vertolkt.

## Achtergrond
Jackson komt uit Memphis (Tennessee) en had een moeilijke jeugd. Als kind verkocht hij drugs en was hij verwikkeld in straatgevechten. Toen hij tien jaar oud was, vertrok zijn aan drugs verslaafde vader met de noorderzon. Deze zag hij pas weer terug in 2003. Zijn eerste kennismaking met vechtsporten was op zijn zeventiende als worstelaar bij Raleigh-Egypt High School. Hij behaalde de vijfde plaats in de staatskampioenschappen, wat hem de All-State-status opleverde. Op de middelbare school raakte hij bevriend met Jacob Noe. Noe beoefende karate en leerde Jackson karatetechnieken terwijl Jackson hem leerde worstelen. Na het afronden van de middelbare school wilde Jackson eigenlijk een carrière in het professioneel worstelen najagen, maar ging hij toch door met amateurworstelen op het Lassen Community College in Susanville. Hij werd van school gestuurd na een ruzie met een teamgenoot, die uitmondde in een gevecht. Toen hij MMA ontdekte ging hij trainen in Las Vegas, Nevada met BAMMA-vechter Lewis Rumble.

## Vechtstijl
Quinton Jackson maakt voornamelijk gebruik van de 'sprawl-and-brawl'-tactiek. Hierbij probeert hij te voorkomen dat de tegenstander het gevecht naar de grond brengt en probeert staand een knock-out te scoren. Jackson gebruikt voornamelijk bokstechnieken, trappen doet hij niet vaak. Soms gaat hij zelf voor takedowns. Zijn bijnaam Rampage dankt hij aan zijn harde knock-outs en harde slams waarbij hij zijn tegenstander oppakt en hard op de grond gooit. Het bekendste moment uit de carrière van Jackson was tegen Ricardo Arona. Arona probeerde een triangle choke (sankaku-jime) aan te zetten maar Jackson tilde hem tot boven zijn schouders en liet hem met kracht vallen. Arona belandde met zijn hoofd op het canvas en Jackson scoorde zo de KO.

## MMA-carrière

### Vroege carrière
Voordat hij ging vechten voor grote organisaties vocht Jackson elf keer, waarbij hij tien keer won.

### Pride FC
Jackson is jarenlang actief geweest in Pride, op dat moment de grootste MMA-organisatie ter wereld. Hij behaalde in die organisatie twaalf overwinningen en verloor vijf keer. Tijdens zijn Pride-carrière vocht hij twee wedstrijden voor andere, kleinere organisaties, die hij beide won.

### UFC en kampioenschap
Na zijn Pride-carrière ging Jackson terug naar Amerika en versloeg hij Matt Lindland voor de organisatie World Fighting Alliance. Deze organisatie werd overgenomen door de UFC en Jackson tekende daar een contract. Hij versloeg in zijn UFC-debuut Marvin Eastman en mocht daarna strijden voor de titel tegen kampioen Chuck Liddell. Jackson versloeg Liddell via knock-out waardoor hij kampioen werd. Toen Pride definitief werd opgedoekt verdedigde hij zijn titel tegen Pride-kampioen Dan Henderson in een titelunificatie-wedstrijd. Hij won de wedstrijd via een unanieme jurybeslissing.
Daarna trad hij aan als coach van The Ultimate Fighter. Twee van zijn vechters behaalden de kwartfinale tegenover zes vechters van de concurrerende coach Forrest Griffin. In het titelgevecht tegen Griffin tijdens UFC 86; Jackson vs. Griffin verloor Jackson via een controversiële jurybeslissing. Daarna versloeg hij zijn Pride-rivaal Wanderlei Silva, die Jackson in Pride twee keer knock-out sloeg, via knock-out. Dit was de laatste knock-out die Jackson in de UFC behaalde.
Nadat hij Keith Jardine versloeg in een 'Fight of the Night'-optreden mocht hij als coach aantreden in seizoen 10 van The Ultimate Fighter. Aan dit seizoen deden alleen zwaargewichten mee, waaronder straatbokser Kimbo Slice en MMA-veteraan Roy Nelson. Een van zijn vechters wist de kwartfinales te bereiken. Ook in zijn eigen gevecht met tegencoach Rashad Evans tijdens UFC 114: Rampage vs. Evans moest hij het onderspit delven. Evans domineerde in de eerste twee ronden. In de derde ronde wist Jackson hem te vloeren. Evans herstelde zich en won via een unanieme jurybeslissing. 
Jackson versloeg achtereenvolgens Lyoto Machida en Matt Hamill via jurybeslissingen en verdiende daarmee een titelgevecht. Hij moest het opnemen tegen kampioen Jon Jones. Jones wist Jackson op afstand te houden met zijn snelheid en het grote bereik van zijn ledematen. Uiteindelijk klopte Jackson af op een verwurging (rear naked choke of Hadaka Jime) van Jones.
Hierna vocht Jackson nog tweemaal voor de UFC, maar verloor deze partijen van respectievelijk Ryan Bader en Glover Teixeira. Door zijn verliespartijen alsook door onenigheid over zijn contract besloten zowel Jackson als de UFC om zijn contract niet meer te verlengen.

### Bellator MMA
Na zijn vertrek bij de UFC tekende Jackson een contract bij Bellator MMA. Zijn debuut was op 15 november 2013. Aanvankelijk zou Jackson het twee weken eerder opnemen tegen voormalig UFC-kampioen Tito Ortiz maar deze viel uit vanwege een blessure. Joey Beltran nam op korte termijn zijn plaats in. Jackson won via knock-out en scoorde hiermee zijn eerste KO sinds 2008.
Daarna nam hij deel aan het tiende seizoen van Bellator in het toernooi voor lichtzwaargewichten, tezamen met drie andere deelnemers. In de halve finale versloeg hij voormalig Bellator-kampioen Christian M'Pumbu via knock-out in de eerste ronde. In de finale stond hij tegenover Muhammed Lawal. Hij versloeg die via een unanieme jurybeslissing.

### Terugkeer bij de UFC
Jackson kwam in december 2014 in conflict met Bellator, dat hij beschuldigde van contractbreuk. Hij keerde in april 2015 eenmalig terug bij de UFC en versloeg die dag Fábio Maldonado (unanieme jurybeslissing). Hij vocht in juni 2016 weer onder de vlag van Bellator en won van Satoshi Ishii (unanieme jurybeslissing). Jackson nam het op 31 maart 2017 voor de tweede keer op tegen Lawal. Ditmaal verloor hij op basis van een unanieme jurybeslissing.

## Kampioenschappen en prestaties
- PRIDE Fighting Championships
  - Pride Middengewicht Kampioenschap (unificatie met het UFC-kampioenschap in het lichtzwaargewicht)
  - Pride Middengewicht Grand Prix 2003 (tweede plaats)
- Ultimate Fighting Championship
  - UFC Lichtzwaargewicht Kampioenschap (1x)
  - Succesvolle titelverdediging (1x)
  - Gevecht van de Avond (3x)
  - Knock-out van de Avond (2x)
- Bellator MMA
  - Bellator Seizoen 10 Lichtzwaargewicht Toernooi-winnaar
- Wrestling Observer Newsletter
  - 2004 Gevecht van het Jaar vs. Wanderlei Silva op October 31[4]
  - 2008 Gevecht van het Jaar  vs. Forrest Griffin op July 5
  - Most Outstanding Fighter (2007)
- Sherdog
  - Fighter of the Year (2007)[5]

## Acteercarrière
| Jaar | Titel                                               | Rol                                            | Opmerkingen                                                     |
| ---- | --------------------------------------------------- | ---------------------------------------------- | --------------------------------------------------------------- |
| 2001 | @#!*%                                               | Zichzelf                                       | Tv-serie                                                        |
| 2005 | Confessions of a Pit Fighter                        | Matador (een wrede Braziliaanse straatvechter) | Film                                                            |
| 2006 | The King of Queens                                  | Priority Plus Driver                           | Tv-serie (aflevering: "Fight Schlub", cameo; niet gecrediteerd) |
| 2008 | Bad Guys                                            | Leroy Johnson                                  | Film                                                            |
| 2008 | The Ultimate Fighter: Team Rampage vs. Team Forrest | Zichzelf (Hoofdcoach)                          | Tv-serie                                                        |
| 2008 | The Midnight Meat Train                             | Guardian Angel                                 | Film                                                            |
| 2009 | Miss March                                          | Zichzelf                                       | Film                                                            |
| 2009 | Never Surrender                                     | Rampage                                        | Film                                                            |
| 2009 | @#!*% 's Chain                                      | Jackson                                        | Film                                                            |
| 2009 | Death Warrior                                       | Wolf                                           | Film                                                            |
| 2009 | The Ultimate Fighter: Heavyweights                  | Zichzelf (Hoofdcoach)                          | Tv-serie                                                        |
| 2010 | Super Dave's Spike Tacular                          | Zichzelf                                       | Tv-serie                                                        |
| 2010 | Guy's Choice                                        | Zichzelf                                       | Tv-film                                                         |
| 2010 | WWE Raw                                             | Zichzelf (gastpresentator)                     | Tv-serie (aflevering van 7 juni 2010)                           |
| 2010 | Cubed                                               | Rampage                                        | Tv-serie (aflevering: #1.39)                                    |
| 2010 | The A-Team                                          | B. A. Baracus                                  | Major Film                                                      |
| 2010 | The Cleveland Show                                  | Kunta Kinte 9000 (stem)                        | Tv-serie (aflevering: "How Cleveland Got His Groove Back")      |
| 2011 | The World's Worst Bodyguard                         |                                                | Korte film                                                      |
| 2011 | Duel of Legends                                     | Jackson                                        | Film (in productie)                                             |
| 2012 | Fire with Fire                                      | Wallace                                        | Film (dvd)                                                      |
| 2012 | Ridiculousness                                      | Zichzelf (gastpresentator)                     | Tv-serie (aflevering: #2.04)                                    |